# Дефолт (фильм, 2018)
«Дефолт» (кор. 국가부도의 날, Gukga-budo-eui Nal; букв. «День национального банкротства») — южнокорейский драматический фильм 2018 года режиссера Чхой Кук Хи. Фильм вышел 28 ноября 2018 года. Это первый корейский фильм, в котором тема финансового кризиса основана на реальных событиях.
В главных ролях: Ким Хе Су, Ю А Ин, Чо У Чжин и Хо Чжун Хо.

## Сюжет
«Дефолт» рассказывает историю закулисных переговоров МВФ, имевших место во время финансового кризиса 1997 года, посредством трёх параллельных историй из разных слоёв корейского общества и о влиянии кризиса на него.
Владелец фабрики Габ Су (Хо Чжун Хо) выигрывает контракт на поставку металлической посуды в большой универмаг, но магазин платит ему векселем, и поэтому, принимая его, Габ Су неосознанно подвергает себя риску, что  его клиент не сможет ему заплатить. Это имеет неприятные последствия, когда универмаг становится банкротом, в результате чего Габ Су остается без средств для оплаты своих поставщиков.
Тем временем молодой финансовый аналитик по имени Чон Хак (Ю А Ин) слышит по радио рассказы о семьях, оказавшихся в бедственном положении, особенно о тех, которые продают свои дома по ценам ниже рыночных, чтобы оплатить счета в результате банкротства малого бизнеса. Стремясь извлечь выгоду из этой ситуации, Чон Хак создает свой собственный инвестиционный фонд, чтобы делать ставки против корейской экономики.
Наконец, управляющий центрального банка Кореи зачитывает отчёт своего руководителя денежно-кредитной политики, женщины по имени Си Хён (Ким Хе Су). В отчёте Си Хёна делается вывод о том, что в Корее исчерпаются иностранные резервы для защиты искусственно фиксированного обменного курса корейской воны по отношению к доллару США в течение недели. Это вызывает экстренную встречу высших правительственных чиновников, которые должны защитить корейскую экономику от краха.
Эти три истории показывают финансовый кризис 1997 года с разных точек зрения. История Си Хён показывает, как правительство действовало во время кризиса, рассказ Чон Хака описывает экономический спад, а Габ Су представляет миллионы реальных корейских владельцев малого бизнеса, пострадавших в 1997 году. На каждом из этих уровней «Дефолт» воплощает травму в результате кризиса: мы видим, как персонажи отчаянно пытаются продать свои дома, спиваются и даже совершают самоубийства.

## В ролях
- Ким Хе Су — Хан Си Хён, старший финансовый аналитик Банка Кореи, которая пытается поступить правильно в течение семи дней до того, как в стране будет объявлен кризис ликвидности, и обратилась за помощью в МВФ.
- Ю А Ин — Юн Чон Хак, бывший банкир, который решает рискнуть в кризис, инвестируя против корейской экономики.
- Чжо У Чжин[англ.] — вице-министр финансов.
- Хо Чжун Хо[англ.] — Габ Су.
- Венсан Кассель — директор-распорядитель МВФ.

## Производство
Чтение сценария произошло 7 декабря 2017 года. Основная фотосъемка началась 12 декабря 2017 года.

## Релиз
Фильм был показан в местных кинотеатрах 28 ноября 2018 года.
Фильм презентован на Marché du Film 71-го Каннского международного кинофестиваля в мае 2018 года. Фильм также был показан на 3-м Международном кинофестивале и церемонии вручения наград в Макао в рамках специальных презентаций 9 декабря 2018 года.

## Отзывы

### Кассовые сборы
В день премьеры в Южной Корее «Дефолт» собрал 301 324 зрителя, взяв почти 40% кассовых сборов и обойдя по кассовым сборам «Богемскую рапсодию», занимавшую до этого первое место.
На пятый день выпуска «Дефолт» превысил 1 миллион просмотров, а в первые выходные после выхода «Дефолт» собрал 1 573 441 зрителей, обеспечив первое место по кассовым сборам в первые выходные. «Дефолт» стал самым высоким ноябрьским открытием в истории корейского проката.
После того, как первые два уик-энда заняли первое место в чартах, с тех пор у себя на родине было зарегистрировано 3,755,233 миллиона человек.

### Критика
Согласно корейскому агрегатору обзоров Naver Movie Database, фильм имеет рейтинг одобрения 6,50 по оценкам критиков и 8,74 по мнению зрителей. Кларенс Цуй из «The Hollywood Reporter» назвал его «захватывающей многоплановой историей о стране, находящейся в смятении», и написал: «[…] режиссёр Чхой Кук Хи пытался заполнить эту пустоту драматическим и яростным изложением причин и эффекты глазами трех его главных героев, которые по-разному переживают кризис вблизи. […] Чхой и его сценарист Ом Сон Мин превращают ошеломляющие макроэкономические концепции в эмоции, нацеленные на сердца зрителей. обратная сторона, это имеет тенденцию приводить к тому, что фильм по умолчанию становится упрощенным и мелодраматическим». Пирс Конран из Screen Anarchy предположил, что «фильм в значительной степени заимствует у недавних глобальных финансовых триллеров, пробуждает предсказуемую дозу мелодрамы и пытается бороться с равноправием женщин», но заключил: «Технически фильм безупречный, но, поскольку он намеренно стремится вызвать мрачную атмосферу, он выглядит немного серым».

## Внешние ссылки
- Default (англ.) на сайте Internet Movie Database